# Mine (Yamaguchi)
Pour les articles homonymes, voir Mine.
Mine (美祢市, Mine-shi) est une ville du Japon située dans la préfecture de Yamaguchi.

## Géographie

### Situation
Mine est située dans l'ouest de la préfecture de Yamaguchi. Le parc quasi national d'Akiyoshidai se trouve sur le territoire de la ville.

### Démographie
En janvier 2019, la population de Mine était de 24 571 habitants, répartis sur une superficie de 472,64 km2.

## Histoire
La ville moderne de Mine a été fondée le 31 mars 1958 de la fusion de l'ancienne ville de Toyotamae avec les bourgs d'Ōmine et Isa, et les villages de Higashiatsu, Nishiatsu et Ofuku. En 2008, les bourgs de Mitō et Shūhō sont intégrés à Mine.

## Économie
Un circuit automobile de 3,331 km se trouve à Mine, propriété de Mazda depuis 2006. Le constructeur automobile y teste ses véhicules.

## Transports
Mine est desservie par la ligne Mine de la compagnie JR West.